# Код 187
„Код 187“ (на английски: One Eight Seven) е американски криминален трилър от 1997 г. на режисьора Кевин Рейнолдс по сценарий на Скот Ягеман, с участието на Самюъл Джаксън, Джон Хърд, Кели Роуън и Клифтън Колинс-младши.